# La Nativitat de Maria de la Bisbal de Montsant
La Nativitat de Maria de la Bisbal de Montsant és una església barroca del municipi de la Bisbal de Montsant (Priorat) protegida com a bé cultural d'interès local.

## Descripció
Església de tres naus, la central més alta que les laterals i creuer no sobresortit, amb una cúpula a la intersecció. Les voltes laterals són d'aresta, i la central és de mig punt, amb llunetes, i arrenca d'un ampli fris continu. Al braç dret del creuer hi ha, adossada, una capella de planta quadrada i coberta amb una cúpula, dedicada al Santíssim. La coberta és de teulada i a dues aigües. La construcció és de pedra, amb reforç de carreus als angles. La façana és arrebossada. El campanar, de planta quadrada, és adossat al costat dret, als peus del temple. La portalada, a la que hom accedeix per un curt nombre d'escales és un arc de mig punt, amb un guardapols motllurat. Al centre de l'arc hi ha un motiu ornamental que és relacionat amb una petita fornícula.

## Història
L'església fou bastida a principis del segle xviii, bastants anys abans que la majoria de les de la comarca. Durant la Guerra Civil, el poble fou bombardejat, i la volta de l'església caigué i el campanar fou derruït. Fou reconstruïda progressivament, refent tots els altars que resultaren destruïts.